# Konjic
Konjic je město a sídlo samosprávné jednotky (općiny) v Bosně a Hercegovině, v Hercegovsko-neretvanském kantonu. V roce 1991 mělo město samotné okolo 14 500 obyvatel, v roce 2013 mělo dle prvního poválečného sčítání lidu 11 165 obyvatel. Město se nachází v hlubokém údolí řeky Neretvy, obklopené vysokými horami s vrcholky o nadmořské výšce překonávající až 2000 m n. m. Hlavní dopravní tah, který prochází Konjicem, spojuje města Sarajevo a Mostar.

## Historie
Město vzniklo na staré obchodní stezce spojující Sarajevo se Středozemním mořem. První zmínka o něm pochází z roku 1382.
Starý most, který překonává řeku Neretvu byl jedním z nejstarších v zemi a patří mezi typické ukázky osmanské architektury na území současné Bosny a Hercegoviny.
Město získalo také jako jedna z mála v Bosně v 19. století i vlastní železniční spojení se zbytkem země, a to prostřednictvím trati Sarajevo–Ploče. Východně od města se nacházejí četné zářezy, tunely a viadukty, které nasvědčují, jak trať překonává okolní horský terén. Na mapách třetího vojenského mapování, které vznikly během rakousko-uherské okupace Bosny a Hercegoviny, se město nachází pod názvem Konjica. Město tehdy leželo jen na jednom z břehů řeky Neretvy, směrem k nádrží ležel pouze park, silnice a lokalita s názvem Předměstí Trešanica. V místě dnešní zbrojní továrny se nacházela záplavová louka.
Za druhé světové války v blízkosti Konjice proběhla velká bitva mezi partyzánským vojskem a vojsky okupačních sil (v únoru 1943). Nedaleko od Konjice, blíže k Sarajevu[zdroj?], procházela linie okupace mezi německou a italskou armádou. Během války bylo město až do roku 1945 formálně součástí Nezávislého státu Chorvatsko (NDH).
Během války v Bosně a Hercegovině na konci 20. století měl Konjic strategický význam. Jako stanice na hlavní spojnici mezi metropolí Sarajevem a hlavní spojnicí ke Středozemnímu moři bylo cílem řady vojenských tažení. Ve městě se navíc nacházela významná zbrojní továrna Igman. 
V dobách existence socialistické Jugoslávie byl v blízkosti Konjice vybudován tajný bunkr (ARK D-0), který sloužil pro čelní představitele země.
Ve městě v současné době žije okolo 90 % bosenských Muslimů (22 486 obyvatel), 6,17 % Chorvatů a 1,41 % Srbů. Po konfliktu v 90. letech Srbové a Chorvati (jichž žilo ve městě okolo 40 % – 26,2% Chorvatů a 15,1% Srbů) odešli do měst ovládaných svými vojsky (např. Srbové do Pale, Chorvati do Mostaru atd.)

## Kultura a zajímavosti
Františkánský klášter v Konjicu je znám jako památka Bosny a Hercegoviny celonárodního významu. Nedaleko města se rovněž nacházel i bunkr Josipa Broze Tita pro případ války.

## Doprava
Město se nachází na hlavním silničním i železničním tahu z hlavního města Sarajeva k mořskému pobřeží. Tyto neprocházejí samotným středem Konjicu, nýbrž údolím říčky Trešanica a potom dále údolím Neretvy. Hlavní silniční tah vede městem a řeku Neretvu překračuje přes Gagarinův most. Výhledově jej má nahradit dálnice A1.

## Osobnosti
Z města Konjice pocházejí tyto známé osobnosti:
- Zulfikar Džumhur, cestopisec a malíř
- Amra Halebić, zpěvačka
- Irina Kapetanović, rocková zpěvačka
- Ante Marković, poslední premiér socialistické Jugoslávie

## Galerie

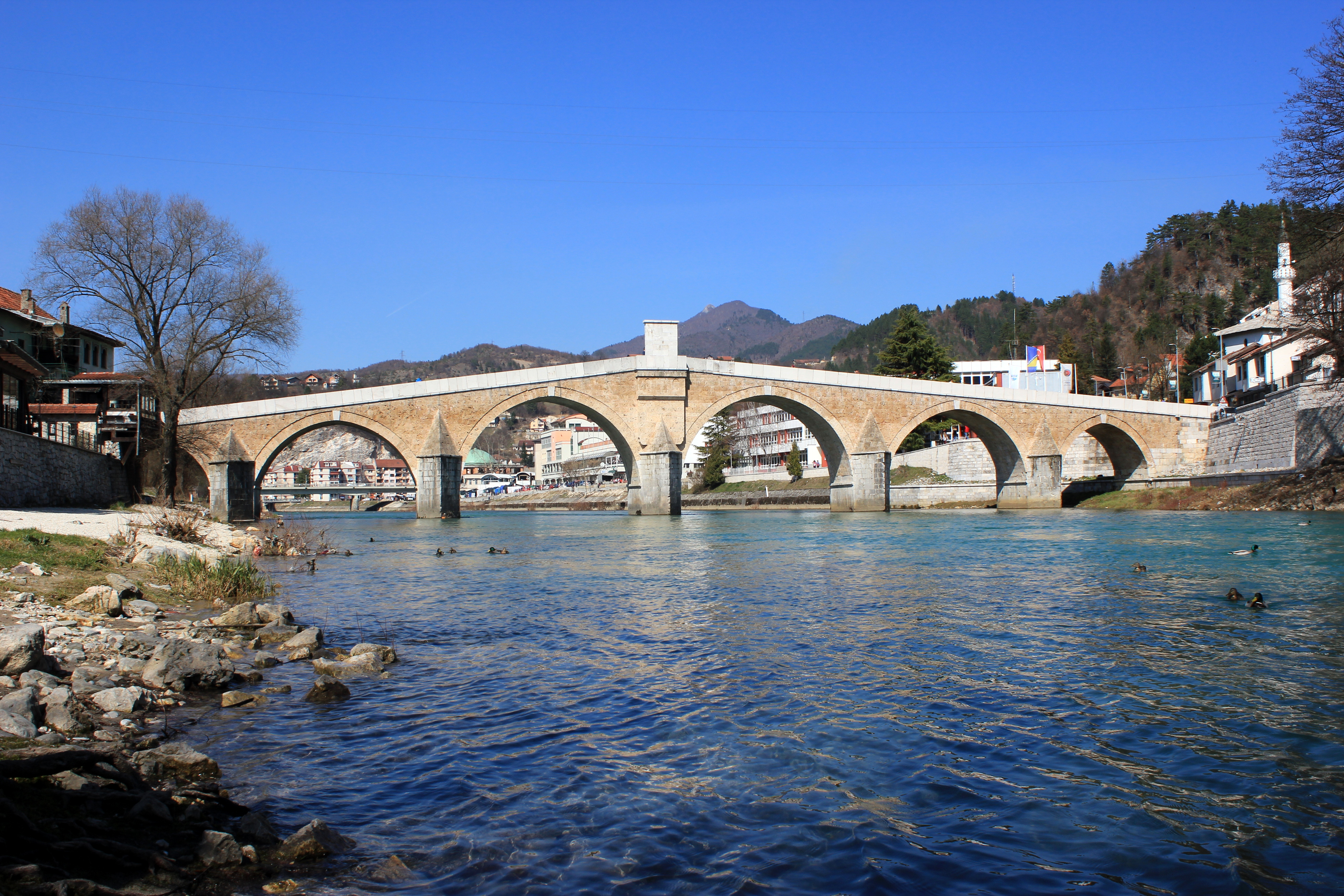
Most ve městě Konjic
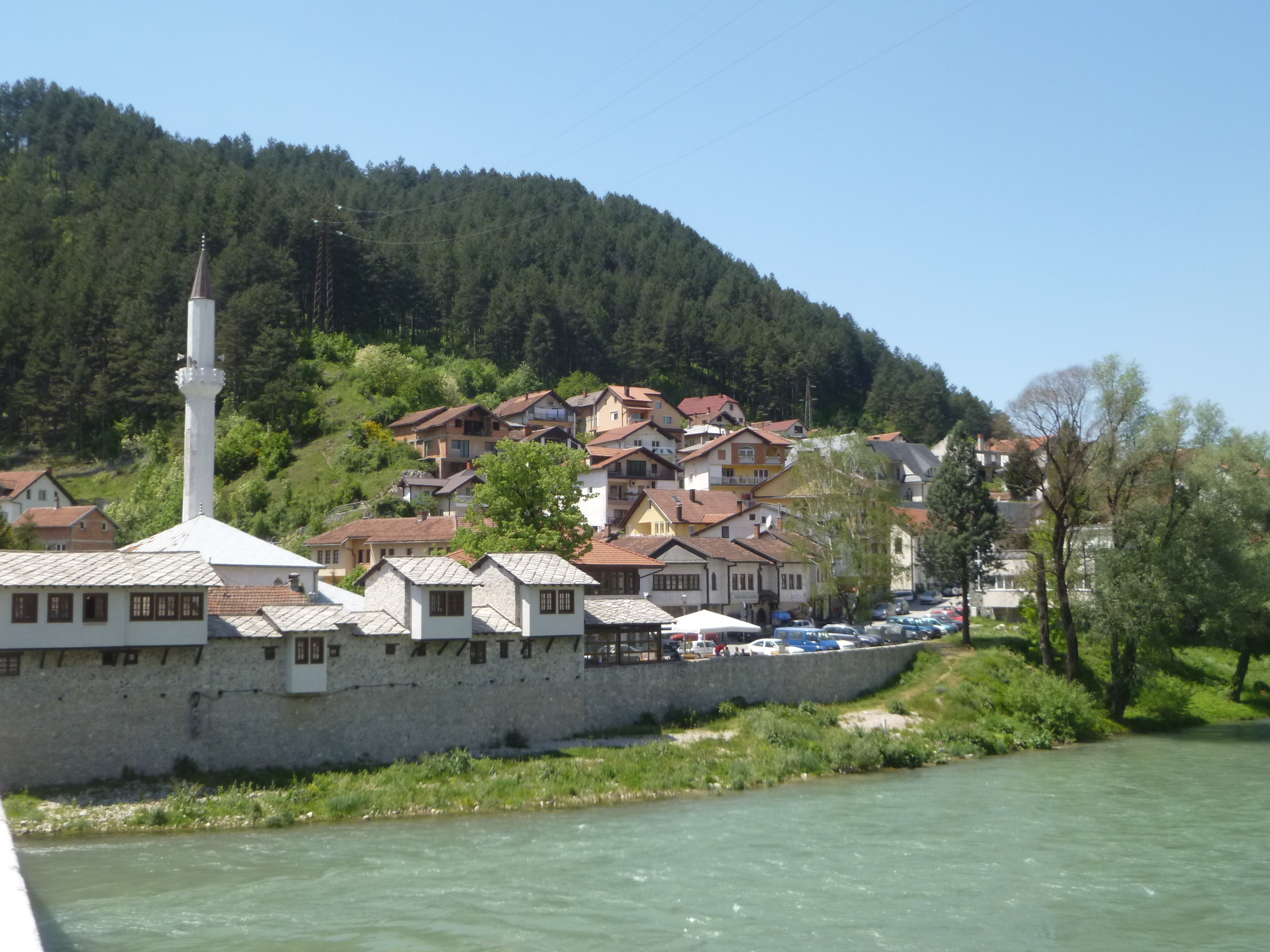
Řeka Neretva ve městě Konjic